# Frontera entre Cuba y Estados Unidos
La frontera entre Cuba y Estados Unidos es un límite internacional que discurre entre el mar Caribe y el Golfo de México en el Atlántico norte, está definido por el acuerdo de 1977 y el tratado de 2017.
El acuerdo de 1977 fue planificado inicialmente como provisional durante las administraciones del presidente del Consejo de Ministros de Cuba Fidel Castro y el presidente de los Estados Unidos Jimmy Carter, aunque no fue avalado por el Senado de los Estados Unidos por lo que ambos países se mantuvieron en espera hasta 2017 cuando firmaron un nuevo tratado, teniendo configuraciones del sector limítrofe en el Golfo de México.
Los acuerdos sobre la frontera oficial no incluyen una delimitación entre la isla cubana y la Isla de Navaza, esta última ocupada por Estados Unidos y reclamado por Haití, ni tampoco incluye el enclave militar estadounidense al sur de Cuba de la Base Naval de la Bahía de Guantánamo que de facto origina una frontera terrestre entre las dos naciones, el gobierno de Cuba no reconoce dicha frontera.

## Descripción
La delimitación de las fronteras marítimas era necesaria para facilitar la aplicación de la ley y la gestión de recursos, y para evitar conflictos, dentro de las zonas marítimas superpuestas de doscientas millas de los países.

### Acuerdo de Límites Marítimos entre Cuba y Estados Unidos (1977)

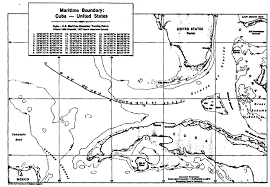
Límites acordados en el estrecho de Florida por el acuerdo de 1977.

El tratado fue firmado en Washington D. C. el 16 de diciembre de 1977. Mark B. Feldman, Asesor Legal Adjunto,  del Departamento de Estado de los Estados Unidos, firmado por los Estados Unidos. Olga Miranda, Asesora Jurídica, Ministerio de Relaciones Exteriores, firmó por Cuba. 
El tratado establecía que el acuerdo de límites era provisional durante dos años y se convertiría en permanente cuando ambos estados hubieran ratificado el tratado. El presidente estadounidense Jimmy Carter transmitió el tratado al Senado de los Estados Unidos para obtener asesoramiento y consentimiento el 19 de enero de 1978, y el Comité de Relaciones Exteriores celebró audiencias el 30 de junio de 1980. Sin embargo, el Senado nunca votó sobre el tratado, por lo que aún no entra en vigor. A la espera de la aprobación del tratado, Cuba y Estados Unidos han mantenido la línea fronteriza acordada en el tratado de manera provisional mediante una serie de acuerdos ejecutivos renovados cada dos años.

### Tratado de Delimitación de la Plataforma Continental entre la República de Cuba y los Estados Unidos de América (2017)
El 18 de enero de 2017 ambos países firmaron en Washington D. C. un tratado oficial para los límites territoriales, el tratado fue una nueva versión del acuerdo de 1977 con la diferencia que tuvo modificaciones en el llamado Polígono Oriental del Golfo de México y las 200 millas.

### Frontera terrestre de la Base Naval de la Bahía de Guantánamo
La frontera de facto en el sur de la Provincia de Guantánamo, los límites con la base estadounidense son de 44 kilómetros cuadrados separados por una malla metálica. Los pueblos cubanos fronterizos son Boquerón y Caimanera, y el único pase de control fronterizo que conecta a la base con el país es la Puerta del Noreste.

## Biografía
- Feldman and Colson, The Maritime Boundaries of the United States, 75 AJIL 729 (1981).
- Prescott, J. R. V. (1985). The Maritime Political Boundaries of the World (London: Methuen, ISBN 0-416-41750-7) p. 341.
- R. W. Smith (1981), The Maritime Boundaries of the United States, Geographical Review 71:395–410.